# Leqiu Xiang
Leqiu Xiang (kinesiska: 乐秋, 乐秋乡) är en socken i Kina. Den ligger i provinsen Yunnan, i den sydvästra delen av landet, omkring 240 kilometer väster om provinshuvudstaden Kunming. Antalet invånare är 16 198. Befolkningen består av 7 964 kvinnor och 8 234 män. Barn under 15 år utgör 20,0 %, vuxna 15-64 år 70 %, och äldre över 65 år 8,0 %.
Genomsnittlig årsnederbörd är 1 029 millimeter. Den regnigaste månaden är juli, med i genomsnitt 243 mm nederbörd, och den torraste är januari, med 10 mm nederbörd.